# 続々群書類従
続々群書類従（ぞくぞくぐんしょるいじゅう）は明治時代末に国書刊行会から刊行された古典叢書。塙保己一の『群書類従』『続群書類従』にならい、それらに未収録の文献を収録している。全16冊（後に増補されて17冊）。

## 内容
1906年（明治39年）から1909年（明治42年）にかけて刊行。
- 第1 神祗部 類聚神祇本源、神祇霊応記、元録七年加茂祭記 ほか
- 第2 史伝部第1 続皇年代略記、本朝歴代法皇外紀、天台要暦、東寺長者補任、興福寺別当次第 ほか
- 第3 史伝部第2 常徳院画像賛并序、吉備烈公遺事、惺窩先生行状、羅山林先生行状、大乗院日記目録 ほか
- 第4 史伝部第3 余目氏旧記、吉良家正嫡考、忍城戦記、清正高麗陣覚書、大坂陣山口休庵咄、嶋原一揆松倉記、嶋原天草日記 ほか
- 第5 記録部 三代御記、貞信公記、江記、東大寺法花堂要録、天正日記、九州下向記
- 第6 法制部第1 講令備考、延喜式巻第四十九工事解 ほか
- 第7 法制部第2 建官考、三代制符、御成敗式目注、建武式目注 ほか
- 第8 地理部第1 本朝地理志略、雍州府志、江戸名所記、前橋風土記、会津風土記 ほか
- 第9 地理部第2 寛文印知集、琉球国郷帳、松前島郷帳、芸備国郡志、蝦夷記、沢庵和尚鎌倉記 ほか
- 第10 教育部 朝倉宗滴話記、北条幻庵覚書、黒田家老士物語、翁問答、光圀卿教訓、荷田大人創学校啓、商売往来、消息往来 ほか
- 第11 宗教部第1 東大寺要録、招提千歳伝記、興福寺濫觴記、薬師寺黒草紙、法隆寺記補忘集、南部七大寺巡礼記 ほか
- 第12 宗教部第2 東宝記、入唐求法巡礼行記、顕戒論縁起、日本大師先徳明匠記、吉利支丹物語、破提宇子 ほか
- 第13 詩文部 後水尾天皇御製詩集、貞山公詩鈔、惟新公自記、惺窩先生文集、垂加文集 ほか
- 第14 歌文部第1 風葉和歌集、千五百番歌合、慶長千首和歌、天正十六年聚楽亭御会御歌 ほか
- 第15 歌文部第2 顕昭古今集註、俊頼口伝集、新撰菟玖波集 ほか
- 第16 雑部 双倉北雑物出用帳、東大寺勅封蔵目録記、正倉院御宝物目録、寺社宝物展閲目録、興福寺法隆寺牒状、宋人陳和卿濫妨停止下文 ほか

- 第17 雑部2 平城宮大內裏跡坪割之図、聖德太子伝私記 ほか（1978年）

## その他
- 続群書類従完成会により再刊（1985年）。
- 八木書店がデジタル化している[1]。